# III. třída okresu Ostrava-město 2003/2004
V soubojích fotbalové III. třídy okresu Ostrava-město 2003/2004, jedné ze skupin 9. nejvyšší fotbalové soutěže, se utkalo 10 týmů dvoukolovým systémem podzim – jaro. Tento ročník skončil v červnu 2004. Postup do II. třídy okresu Ostrava-město 2004/2005 si zajistil vítězný tým SSK Vítkovice neslyšící, nikdo nesestoupil - jedná se o nejnižší soutěž.

## Výsledná tabulka
| Poř. | Tým                     | Z  | V  | R | P  | VG | OG | B  |
| ---- | ----------------------- | -- | -- | - | -- | -- | -- | -- |
| 1.   | SSK Vítkovice neslyšící | 18 | 13 | 2 | 3  | 43 | 26 | 41 |
| 2.   | SK Rapid Muglinov       | 18 | 13 | 2 | 3  | 55 | 28 | 41 |
| 3.   | Classic Ostrava „B“     | 18 | 12 | 1 | 5  | 45 | 26 | 37 |
| 4.   | FC Tahouni Ostrava      | 18 | 9  | 2 | 7  | 37 | 35 | 29 |
| 5.   | VD Start Ostrava-Poruba | 18 | 6  | 8 | 4  | 34 | 25 | 26 |
| 6.   | TJ Ludgeřovice „B“      | 18 | 6  | 4 | 8  | 36 | 44 | 22 |
| 7.   | TJ Sokol Bartovice      | 18 | 5  | 4 | 9  | 27 | 34 | 19 |
| 8.   | SK Markvartovice        | 18 | 5  | 3 | 10 | 22 | 39 | 18 |
| 9.   | TJ Sokol Koblov         | 18 | 5  | 1 | 12 | 31 | 43 | 16 |
| 10.  | TJ Sokol Pustkovec      | 18 | 1  | 3 | 14 | 17 | 47 | 6  |

Poznámky:
- Z = Odehrané zápasy; V = Vítězství; R = Remízy; P = Prohry; VG = Vstřelené góly; OG = Obdržené góly; B = Body; (S) = Mužstvo sestoupivší z vyšší soutěže; (N) = Mužstvo postoupivší z nižší soutěže (nováček)

|  | Postup do II. třídy okresu Ostrava-město 2004/2005 |